# Clock doubling
Il clock doubling, "raddoppiamento del clock", è una tecnica usata per incrementare le prestazioni di un computer, raddoppiando il clock della CPU rispetto al bus. Quindi se, per esempio, il clock principale di un computer è 100 MHz, la CPU funziona a 200 MHz. Questo è un metodo per rendere più veloce il processore senza dover migliorare tutte le altre componenti di pari passo.
In teoria, questa tecnologia potrebbe rendere possibile un miglioramento delle prestazioni in processi di calcolo intensivo pari al 100%, ma questa condizione si verifica molto difficilmente, e il bus va a costituire un collo di bottiglia per il processore.
Al giorno d'oggi quasi tutte le CPU viaggiano a velocità superiori al resto del computer, ma il termine non viene più usato.